# 哈夸 (亞利桑那州)
哈夸（英語：Harqua）是位於美國亞利桑那州馬里科帕縣的一個非建制地區。該地的面積和人口皆未知。

## 地理
哈夸的座標為33°14′35″N 112°59′57″W / 33.24306°N 112.99917°W，而該地的平均海拔高度為331米（即1086英尺）。